# Les Prophéties
Les Prophéties (Les profecies) és una col·lecció de profecies del metge francès Nostradamus, la primera edició de les quals va aparèixer l'any 1555 publicada per l'editorial Macé Bonhomme. La seva obra més famosa és un recull de poemes, quatrains, units en deu conjunts de versos ("Centúries") de 100 quartets cadascun.
La primera edició va incloure tres segles sencers i 53 quartets. El llibre comença amb un prefaci, en forma de missatge al seu fill César, seguit dels mateixos Segles. La segona edició es va publicar el mateix any i presenta petites diferències respecte a la primera.
La tercera edició es va publicar l'any 1557 i incloïa el text complet de l'edició anterior, complementat amb tres segles més. La quarta edició es va publicar dos anys després de la mort de l'autor, el 1568. És la primera edició que inclou els deu segles, així com un segon prefaci, la Carta al rei Enric II. No obstant això, els quartets 55 a 100 del segle VII no es van completar mai.
La primera edició anglesa titulada The True Prophecies or Prognostications of Michael Nostradamus, Physician to Henry II. Francesc II. i Carles IX. Reis de França, va ser publicat a Londres per Thomas Ratcliffe i Nathaniel, l'any 1672.
Les prediccions no segueixen la coherència cronològica i van ser escrites combinant francès, grec, llatí i occità. Es creu que conté anagrames, referències mitològiques i astrològiques, en un llenguatge subjectiu que dificulta la comprensió. Alguns estudiosos afirmen que aquest va ser un recurs utilitzat per Nostradamus per evadir la Santa Inquisició, per por de ser perseguit per heretgia.
La majoria dels quartets tracten de desastres, i Nostradamus va guanyar notorietat per la creença en la seva capacitat per predir el futur.

## Carta al rei Enric II

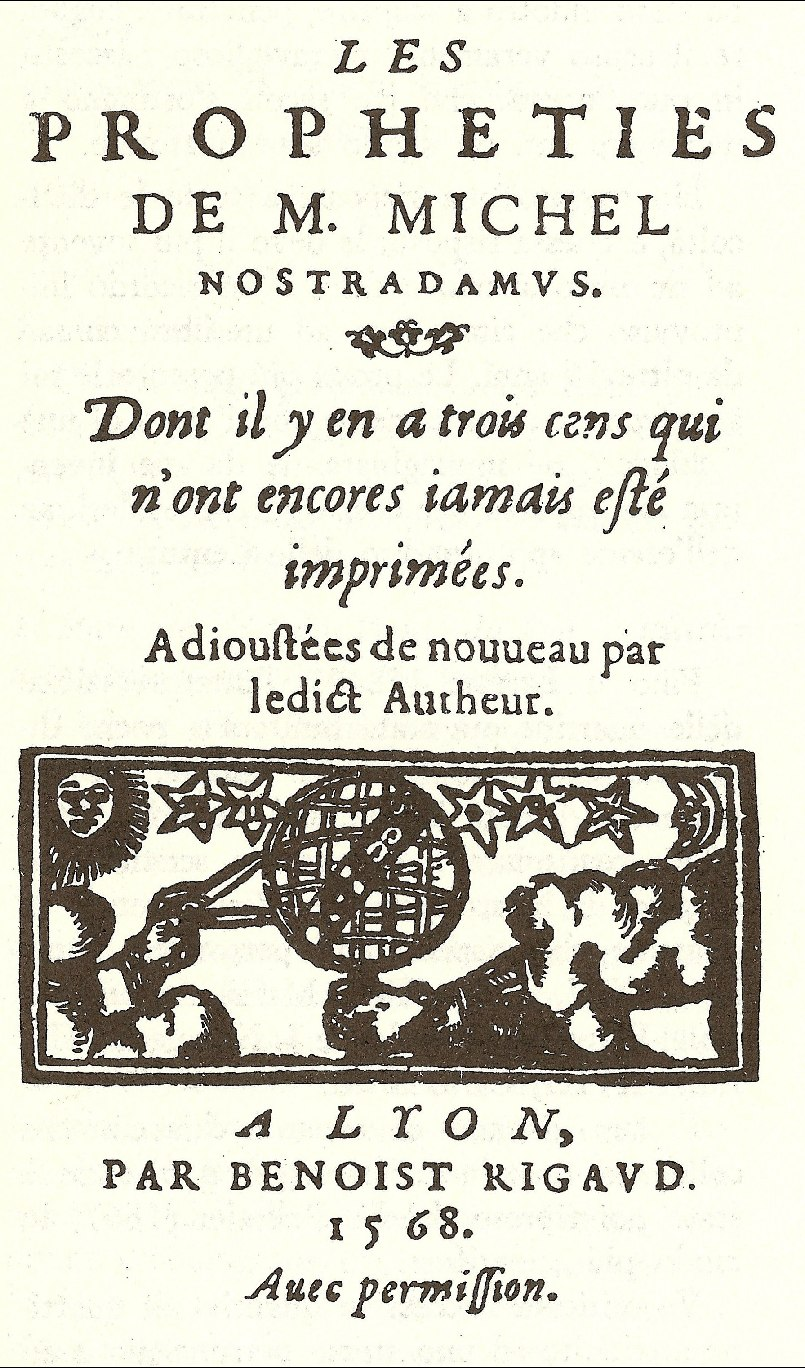
Centuries de Nostradamus 1568

La " Carta oberta al rei Enric II de França " és el seu prefaci dedicatòria a l'edició desapareguda de Les Profetes de 1558, tal com es va reeditar a l'edició pòstuma de 1568 per Benoist Rigaud. Després d'una introducció formal, fa diverses afirmacions sobre les fonts de la seva inspiració i enumera moltes profecies críptices (gairebé totes sense data) que aparentment tenen poc a veure amb les de l'obra en si.
Això inclou:
- decadència i calamitat que amenacen tant l'Església com els laics
- l'arribada dels governants francesos que faran tremolar Europa
- la fusió de regnes i la propagació de noves lleis
- l'enfrontament d'Anglaterra i una sagnant invasió d'Itàlia
- noves aliances entre Roma, Europa de l'Est i Espanya
- l'alliberament de Sicília dels alemanys
- la persecució dels àrabs per part de les nacions llatines
- l'adveniment de l'Anticrist com Xerxes i els seus amfitrions
- atacs dels musulmans contra el Papa i la seva Església
- un eclipsi de foscor sense precedents
- un gran trasbals d'octubre de 73 anys i set mesos
- renovació de l'Església per una a partir del grau 50 de latitud
- un intent dels pobles d'alliberar-se que donarà lloc a una presó encara més gran
- l'adveniment del Gran Gos i un Mastí encara més gran
- la reconstrucció de les esglésies i la restauració del sacerdoci
- un nou desastre, amb líders i generals torts que seran desarmats per un poble escèptic
- un nou salvador militar i regi que governa des d'una altra "petita Mesopotàmia "
- la supressió d'una antiga tirania per una conspiració
- un poderós ressorgiment de l'Islam, amb la cristiandat occidental en decadència i decadència
- una persecució sense precedents de l'Església, amb dos terços de la població exterminats per la pesta
- desolació del país i del clergat, mentre els militars àrabs invasors s'apoderen de Malta, la França mediterrània i les illes de la costa.
- una contrainvasió occidental que rescatarà Espanya dels invasors i perseguirà els àrabs cap a l'Orient Mitjà
- el despoblament d'Israel, amb el Sant Sepulcre convertit en edificis de granja
- terrible retribució infligida als orientals pels nordistes, les llengües dels quals hauran adquirit una barreja àrab
- derrota dels líders orientals i set anys de triomf dels cristians del nord
- la persecució dels cristians fins al 1792, quan començarà una era totalment nova
- una Venècia extremadament poderosa
- vastes batalles navals a l'Adriàtic, destrucció de moltes ciutats i persecució de l'Església i del Papa
- un breu regnat per a l'Anticrist, amb un enorme exèrcit alliberador conduït a Itàlia per un " Hèrcules gal".
- grans riuades que van esborrar el mateix coneixement de les lletres
- pau universal cap al començament del setè mil·lenni després de la creació i restauració del Sant Sepulcre
- una gran conflagració
- restauració del papat
- saqueig del Sant dels Sants pels pagans i destrucció de les escriptures
- el regnat del príncep de l'infern durant 25 anys després de l'Anticrist
- ocells premonitoris
- una nova edat d'or de Saturn, la vinculació de Satanàs durant mil anys, i la pau i l'harmonia universals, amb l'Església finalment triomfant

La carta també inclou dues dates diferents per a la creació del món.